# Конкурентоспособность
Конкурентоспособность — это ключевая характеристика в условиях рыночной экономики, отражающая способность определенного объекта или субъекта не просто существовать, но и успешно соперничать, демонстрируя превосходство над конкурентами в заданных условиях для достижения своих целей.
Для достижения целей конкурентоспособности нужно учитывать свойства объекта или субъекта.
К свойствам можно относить:
- Устойчивость: Способность противостоять конкурентному давлению, адаптироваться к изменениям среды.

- Агрессивность/Активность: Способность инициировать и эффективно осуществлять конкурентные действия (внедрение инноваций, маркетинговые кампании, ценовые стратегии).
- Привлекательность: Способность быть выбранным целевой аудиторией (потребителями, инвесторами, партнерами) среди прочих альтернатив.

- Динамичность: Конкурентоспособность — не статичный показатель, а динамичное состояние. Она требует постоянного развития, мониторинга конкурентов и адаптации к меняющимся условиям рынка, технологиям и запросам потребителей.

Относительность: Конкурентоспособность всегда относительна – объект конкурентоспособен по отношению к конкретным конкурентам, на определенном рынке (сегменте) и в определенное время.

В связи с этим можно выделить несколько основных видов конкурентоспособности:
- Конкурентоспособность Товара (Продукции/Услуги)[2]
  - Способность товара быть проданным на рынке в условиях конкуренции, удовлетворяя конкретные потребности потребителя лучше, чем аналогичные товары конкурентов.
    - Ключевые факторы определяются совокупностью потребительских свойств товара, а именно: качеством, ценой, дифференциацией и соответствием требований товара в зависимости от законодательства страны в которой он произведён или импортирован.

- Конкурентоспособность Предприятия[3]
  - Способность компании создавать, производить и реализовывать товары/услуги, которые по своим совокупным характеристикам (цена, качество, сервис, имидж) превосходят продукцию конкурентов, обеспечивая при этом устойчивое развитие и прибыльность самой компании.
    - Ключевые факторы определяются эффективностью всей бизнес-системы

- Конкурентоспособность Отрасли[3]
  - Способность совокупности предприятий, действующих в определенной сфере (например: автомобилестроение, IT-услуги, сельское хозяйство), эффективно производить и предлагать на внутреннем и мировом рынках товары/услуги, превосходящие по своим характеристикам и условиям предложения продукцию аналогичных отраслей других стран или регионов
    - Ключевые факторы: Конкурентоспособность ключевых предприятий отрасли, наличие развитой инфраструктуры и кластеров, уровень развития поставщиков и смежных отраслей, качество человеческого капитала в отрасли, интенсивность конкуренции внутри отрасли, инновационная активность и государственная отраслевая политика и поддержка.

- Национальная Конкурентоспособность[4][5]
  - Способность страны или региона, области, края, группы стран создавать и поддерживать среду, в которой предприятия данной территории могут конкурировать на внутреннем и мировом рынках, обеспечивая при этом устойчивый рост уровня и качества жизни населения.
    - Ключевые факторы — это комплексная макроэкономическая и институциональная среда.